# Stephanolepis hispidus
Stephanolepis hispidus är en fiskart som först beskrevs av Carl von Linné 1766.  Stephanolepis hispidus ingår i släktet Stephanolepis och familjen filfiskar. Inga underarter finns listade i Catalogue of Life.